# Esther Staubli
Esther Staubli (Berna, Suiza, 3 de octubre de 1979) es una árbitra de origen suizo. Staubli habla alemán como su idioma materno, y es árbitra FIFA desde 2006.

## Trayectoria
Arbitró la final de la Liga de Campeones femenina de la UEFA 2014-15. También se desempeñó como árbitra de la Copa Mundial Femenina de la FIFA 2015 en Canadá.
En 2014 fue votada como la cuarta mejor árbitra del mundo por la Federación Internacional de Historia y Estadística de Fútbol (IFFHS), detrás de Bibiana Steinhaus de Alemania, Kateryna Monzul de Ucrania y Carol Anne Chenard de Canadá. Staubli es agrónoma de profesión.
En 2017, hizo historia al arbitrar en la Copa Mundial de Fútbol Sub-17 de 2017.
Arbitró la final de la Eurocopa Femenina 2017.
Ejerció como cuarta árbitra en la primera edición de la Finalissima Femenina, jugada en 2023.
Fue designada para oficiar en la Copa Mundial Femenina de Fútbol de 2023.

## Participaciones
Ha arbitrado en los siguientes torneos:
- Superliga de Suiza
- Copa de Suiza
- Liga de Campeones Femenina de la UEFA
- Copa Mundial Femenina de Fútbol Sub-17 de 2010
- Copa Mundial Femenina de Fútbol Sub-20 de 2012
- Eurocopa Femenina 2013
- Copa Mundial Femenina de Fútbol Sub-20 de 2014
- Copa Mundial Femenina de Fútbol de 2015
- Eurocopa Femenina 2017
- Copa Mundial de Fútbol Sub-17 de 2017
- Copa Mundial Femenina de Fútbol Sub-20 de 2018
- Copa Mundial Femenina de Fútbol de 2019
- Eurocopa Femenina 2022
- Copa Mundial Femenina de Fútbol de 2023